# هوريك الأول
هوريك الأول (المتوفي عام 854م) ملك الدانمارك منذ عام 827م وحتى وفاته عام 854م. تميز عهده بحملات النورمان الدانماركيين على إمبراطورية لويس الورع ابن وخليفة شارلمان.
هوريك هو ابن الملك غودفريد، الذي عرف بحملاته الناجحة على إمبراطورية شارلمان، وضد الأوبرتريتيون. وفي عام 810م، اغتيل غودفريد، وعقد خليفته هيمينغ سلامًا مع شارلمان. إلا أن عهد هيمينغ لم يدم طويلاً، وخلفه هوريك وابن آخر لغودفريد عام 811م، وهزموا منافس لهم يدعى هارالد كلاك، الذي لجأ إلى بلاط لويس الورع ابن شارلمان. وفي عام 819م، أرغم لويس أبناء غودفريد قبول هارالد كشريك في الحكم. اعتنق هارالد المسيحية في عام 826، ولكنه طرد مرة أخرى وللأبد من الدانمارك بعد ذلك بعام واحد فقط. بحلول ذلك الوقت، كان هوريك الابن الوحيد الحي لغودفريد، مما جعله الملك الوحيد للنورمان الدانماركيين.
رفض هوريك اعتناق المسيحية دين أعدائه، وقاوم محاولات رئيس أساقفة هامبورغ وبريمن لتبشير الدانماركيين. وفي عام 845، هاجم جيش هوريك هامبورغ ودمر كاتدرائية القديسة مريم هناك. وكانت تلك آخر غزواته الكبرى في ألمانيا. ومع ذلك، استمرت غارات الدانماركيين على فريزيا. ولافتقاد الفرنجة لأسطول قوي، استطاع الدانماركيون مداهمتهم أكثر من مرة دون مقاومة من الفرنجة. كما هاجموا أحد أمراء الحرب الدانماركيين باريس عام 845، ولم ينصرف عنها إلا بعد دفع فدية قدرها 7,000 جنيهًا من الذهب والفضة. كانت تلك الحملة دون موافقة من الملك هوريك، فأرسل سفارة اعتذار إلى بلاط لويس الورع، واعدًا إياه معاقبة المسئولين عن الحملة.
وفي عام 854، اغتيل هوريك على يد أحد أبناء أشقاؤه.